# Arcey (Doubs)
Arcey è un comune francese di 1 491 abitanti situato nel dipartimento del Doubs nella regione della Borgogna-Franca Contea.

## Storia

### Simboli
Creato da Nicolas Vernot e adottato dal comune di Arcey il 7 gennaio 2017. I simboli dello stemma rappresentano:
- la resistenza dei valorosi abitanti del villaggio che morirono nel campanile, bruciati vivi dalle truppe del re Luigi XIV durante l'annessione della Franca Contea nel 1673
- il motto della Franca Contea: Comtois, rends-toi ! Nenni ma foi !
- la rosa stilizzata, chiamata "Rosa Mystica", che appare incisa all'esterno dell'oratorio di Nostra Signora della Grandine (Notre Dame de la Grêle)
- le nuvole di grandine respinte dalla presenza dell'immagine della Vergine conservata nel capitello votivo di questo oratorio
- il fiore simbolo dell'accoglienza verso i nuovi residenti

Alias:
Di nero, a tre teste di levriere d'oro; al capo cucito d'azzurro, caricato di due stelle d'argento.

Stemma del comune di Arcey
Altro stemma di Arcey

## Monumenti e luoghi d'interesse

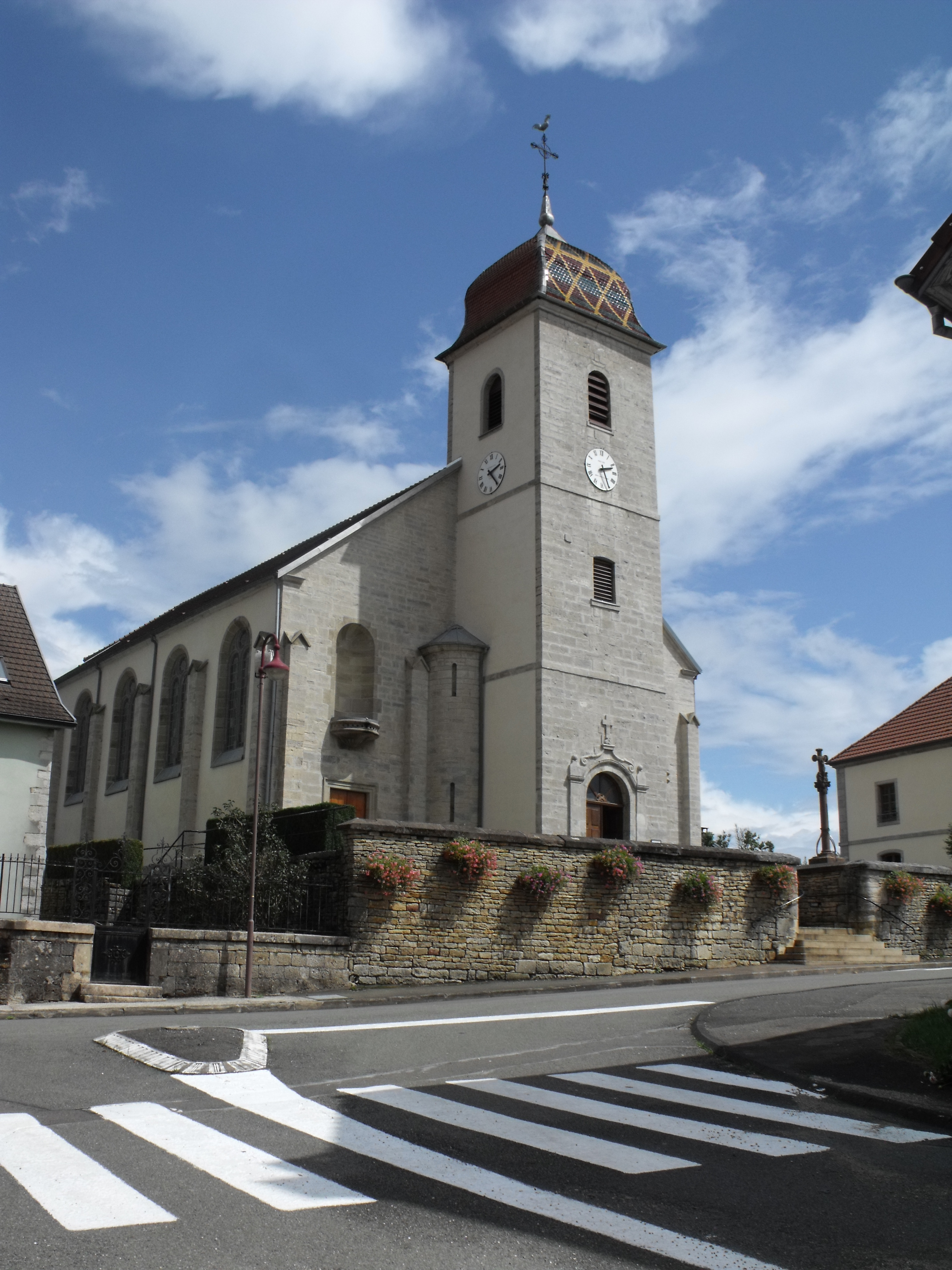
Chiesa di Arcey

- Chiesa di Saint-Privat. L'edificio originale risale al 1674. Fu ricostruita in un'altra posizione nel 1776. Diventata troppo piccola fu demolita e ricostruita nel 1853 ad eccezione del portale che ha mantenuto la sua caratteristica forma di campanile e le sue piastrelle smaltate. Il tetto fu alzato e le vecchie pietre di collegamento tra il tetto della vecchia chiesa e il campanile sono ancora visibili.

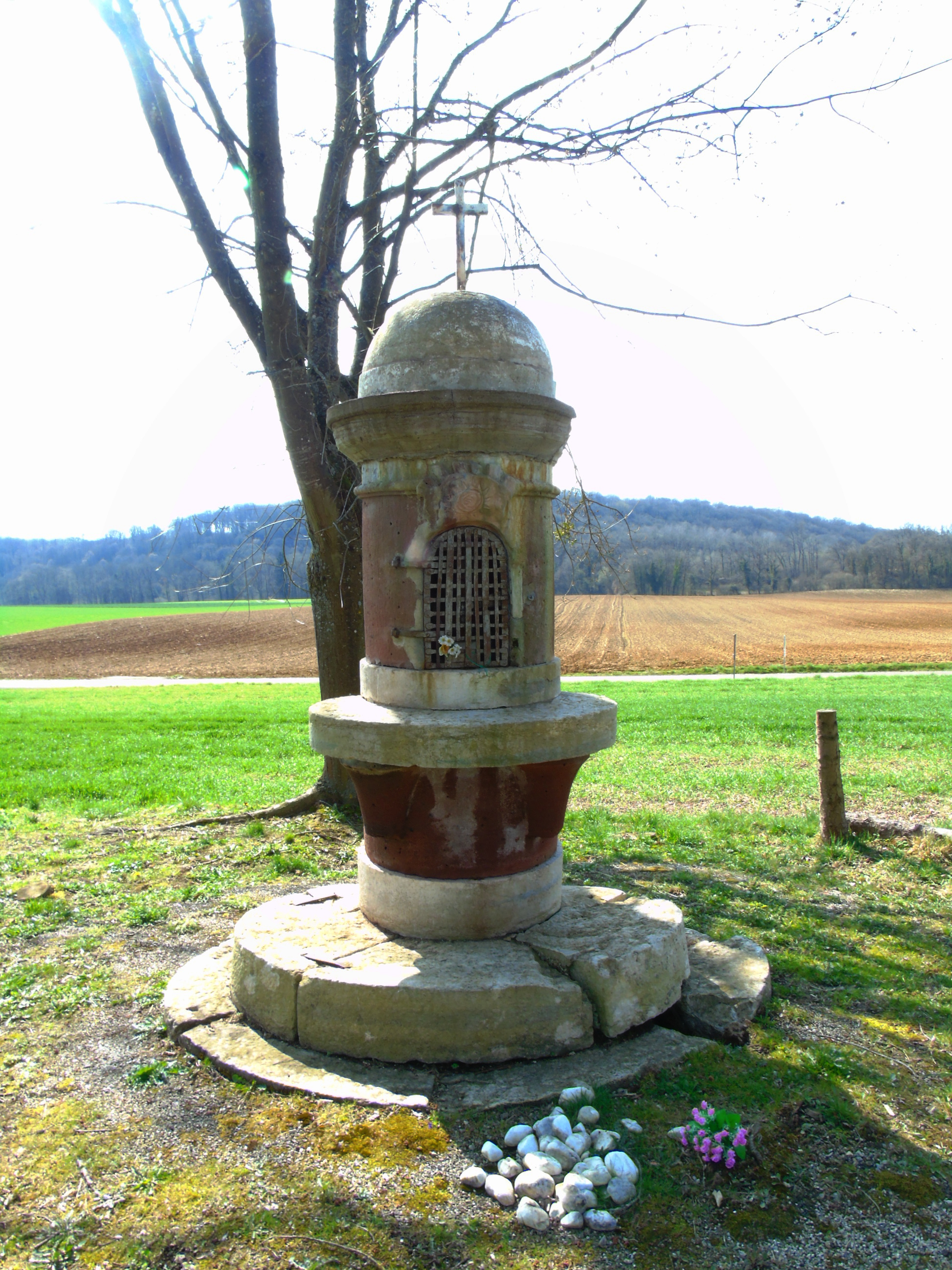
Oratoire Notre-Dame-de-la-Grêle

- Oratorio di Nostra Signora della Grandine (Oratoire Notre-Dame-de-la-Grêle), costruito intorno al 1840 in arenaria rosa dei Vosgi, è una piccola cappella di forma cilindrica posta su di un basamento.[2] Eretto per proteggere le colture dalle intemperie e in particolare dalla grandine, ospitava una statua della Vergine, ora collocata all'interno della chiesa. Iscritto nel registro dei monumenti storici nel 2016.[3]

## Società

### Evoluzione demografica
Abitanti censiti